# Ньюпорт (Міннесота)
Ньюпорт (англ. Newport) — місто (англ. city) в США, в окрузі Вашингтон штату Міннесота. Населення — 3797 осіб (2020).

## Географія
Ньюпорт розташований за координатами 44°52′28″ пн. ш. 92°59′55″ зх. д. / 44.87444° пн. ш. 92.99861° зх. д. (44.874458, -92.998692).  За даними Бюро перепису населення США в 2010 році місто мало площу 10,05 км², з яких 9,40 км² — суходіл та 0,64 км² — водойми.

## Демографія
Згідно з переписом 2010 року, у місті мешкало 3435 осіб у 1354 домогосподарствах у складі 875 родин. Густота населення становила 342 особи/км².  Було 1466 помешкань (146/км²).
Расовий склад населення:
| - 85,0 % — білих - 5,0 % — чорних або афроамериканців - 3,8 % — азіатів - 0,7 % — корінних американців - 0,1 % — вихідців з тихоокеанських островів - 2,6 % — осіб інших рас |

До двох чи більше рас належало 2,6 %. Частка іспаномовних становила 6,4 % від усіх жителів.
За віковим діапазоном населення розподілялося таким чином: 24,4 % — особи молодші 18 років, 64,5 % — особи у віці 18—64 років, 11,1 % — особи у віці 65 років та старші. Медіана віку мешканця становила 37,3 року. На 100 осіб жіночої статі у місті припадало 105,6 чоловіків;  на 100 жінок у віці від 18 років та старших — 104,1 чоловіків також старших 18 років.
Середній дохід на одне домашнє господарство  становив 66 238 доларів США (медіана — 59 423), а середній дохід на одну сім'ю — 74 960 доларів (медіана — 72 908). Медіана доходів становила 51 125 доларів для чоловіків та 46 484 долари для жінок. За межею бідності перебувало 14,9 % осіб, у тому числі 18,3 % дітей у віці до 18 років та 15,1 % осіб у віці 65 років та старших.
Цивільне працевлаштоване населення становило 1804 особи. Основні галузі зайнятості: освіта, охорона здоров'я та соціальна допомога — 19,0 %, виробництво — 17,6 %, роздрібна торгівля — 17,0 %.